# Байузаков Хасен Байузакович
Хасен Байузакович Байузаков (травень 1906, аул Шокай (Чунай) Чингістауської волості Семипалатинського повіту Семипалатинської області, тепер Абайського району Абайської області, Казахстан — 11 травня 1961, місто Алма-Ата, тепер Алмати, Казахстан) — радянський державний діяч, голова Семипалатинського і Карагандинського облвиконкомів, голова Алма-Атинського міськвиконкому. Депутат Верховної ради Казахської РСР 1—3-го скликань. Депутат Верховної ради СРСР 3-го скликання (в 1950—1951 роках).

## Біографія
Народився в родині купця (за анкетними даними — бідного селянина) в місті Семипалатинську (за анкетними даними — в аулі Шокай (Чунай) Чингістауської волості Семипалатинського повіту). У чотирнадцятирічному віці залишився круглим сиротою. З 1920 по 1922 рік працював пастухом. У 1922—1924 роках виховувався в дитячому будинку.
У 1924 році — учень, технічний працівник Семипалатинського губернського комунального відділу.
У 1924—1925 роках — курсант курсів Казакської спілки споживчої кооперації.
У 1925—1926 роках — інструктор-практикант, член правління Семипалатинської губернської спілки споживчої кооперації.
У 1926—1930 роках — помічник контролера, контролер, старший контролер Каркаралінського повітового фінансового відділу Казакської АРСР.
У 1929 році закінчив Центральні курси Народного комісаріату фінансів СРСР у Ленінграді.
У 1930—1932 роках — завідувач Балхаського районного фінансового відділу Казакської АРСР.
Член ВКП(б) з 1932 року.
У 1932—1933 роках — старший інспектор Народного комісаріату фінансів Казакської АРСР.
У 1933—1936 роках — заступник голови, голова центрального правління профспілки фінансово-банківських працівників Казакської АРСР.
У 1936—1938 роках — заступник керуючого Казахської республіканської контори Комунального банку СРСР.
У квітні 1938 — січні 1939 року — народний комісар комунального господарства Казахської РСР.
У 1939—1941 роках — голова виконавчого комітету Алма-Атинської міської ради депутатів трудящих.
У 1941—1942 роках — керуючий Казахської республіканської контори Промислового банку СРСР.
У серпні 1942 — лютому 1945 року — народний комісар лісового господарства Казахської РСР.
У 1945—1947 роках — голова виконавчого комітету Семипалатинської обласної ради депутатів трудящих.
У 1947—1948 роках — слухач курсів при Вищій партійній школі при ЦК ВКП(б).
У 1948 — червні 1951 року — голова виконавчого комітету Карагандинської обласної ради депутатів трудящих.
У 1951 році знятий із посади «за приховування соціально-чужого походження» та виключений із партії.
У 1951—1953 роках — начальник будівельно-монтажного управління Міністерства торгівлі Казахської РСР.
У 1955—1956 роках — голова колгоспу імені Андреєва Чуйського району Джамбульської області Казахської РСР.
З 1956 року — на пенсії.
Помер 11 травня 1961 року в місті Алма-Аті (Алмати). Похований на Центральному цвинтарі Алмати.

## Нагороди
- орден Леніна (1947)
- два ордени Трудового Червоного Прапора (1940, 1945)
- медалі